# Kramat (Jatibarang)
Kramat is een bestuurslaag in het regentschap Brebes van de provincie Midden-Java, Indonesië. Kramat telt 4184 inwoners (volkstelling 2010).